# Juan de Vergara (humanista)
Juan de Vergara (Toledo, 4 de septiembre de 1492 - Toledo, 20 de febrero de 1557), humanista español, hermano de otro también famoso humanista, Francisco de Vergara, y de Isabel de Vergara, que tradujo obras de Erasmo.

## Biografía
Juan de Vergara, canónigo de Toledo, pertenecía a una familia judeoconversa por parte materna; y por el lado paterno, de origen italiano. Fue nieto paterno de Tomás de Cortona, instalado en Medina del Campo, e hijo de Jorge de Vergara y Leonor Martínez de Alcocer, matrimonio del que nacieron, además de Juan, cinco hijos: Bernardino Tovar, Francisco de Vergara, Tomás de Cortona, María de Vergara (monja en Santo Domingo el Real, de Toledo), e Isabel de Vergara.
Fue uno de los eruditos que trabajaron en la Biblia Políglota auspiciada en Alcalá de Henares por el cardenal Francisco Jiménez de Cisneros. Fue su secretario particular, así como de su sucesor, el arzobispo de Toledo Alfonso de Fonseca. Su cometido en esta empresa fue, en unión con Bartolomé de Castro, confrontar textos griegos, y tradujo además las partes griegas del Antiguo Testamento y los libros sapienciales de la Biblia, incluyendo el Eclesiástico. También le encargó Cisneros traducir al latín las obras de Aristóteles, pero esta traducción no llegó a publicarse por muerte del cardenal. En esta fecha había traducido ya la Física, el De anima y gran parte de la Metafísica. 
Fue uno de los pocos que se atrevieron a declarar la falsedad del Beroso de Annio de Viterbo en su Tratado de las ocho questiones del templo propuestas por el illmo. Señor Duque del Infantazgo, (1552) que no se reeditarían hasta 1781, y él fue quien en un principio había sido elegido por la Universidad para llevar a cabo la biografía de Cisneros, que al fin sería encomendada a su amigo el maestro Álvar Gómez de Castro, ya que Juan fue acusado de luterano y alumbrado y encarcelado en 1533 por la inquisición de Toledo, arruinando su carrera; sólo recobró su plena libertad en 1547. Hasta entonces había ejercido la cátedra de filosofía en la universidad de Alcalá y fue un gran admirador, seguidor y amigo de Erasmo de Róterdam, a quien trató personalmente en Flandes y epistolarmente en España y que correspondió alabando el estilo de sus obras. Su hermano Francisco de Vergara fue catedrático de griego en la misma universidad y su hermana Isabel fue, igualmente, mujer docta y traductora de las obras de Erasmo.
La persecución desatada contra los erasmistas le alcanzó tras la muerte de su protector Fonseca; sus enemigos los frailes buscaron la manera de destruirlo y, según Francisco de Encinas, "fue apresado por la Inquisición, no por otra razón que porque favoreció a Erasmo y aprobaba sus libros. Sólo después de algunos años de prisión fue puesto en libertad."
Como poeta se le deben versos al estilo de Teófilo Folengo, como La Callioperria.

## Posible pseudónimo: Pedro Alcocer
Pedro de Alcocer aparece como autor de la Hystoria o Descripción de la imperial cibdad de Toledo, adonde se tocan y refieren muchas antigüedades y cosas notables de la Historia general de España. Agora nuevamente impressa en Toledo, obra de 1551, publicada en Toledo (reimpresa de nuevo en Toledo por Juan Ferrer en 1554 y en Madrid en 1641, en cuarto). La obra, según Tomás Tamayo de Vargas y Andrés Burriel está escrita en todo o en parte por el canónigo Juan de Vergara.